# Puryear, Tennessee
Puryear, Tennessee (енгл. Puryear) град је у америчкој савезној држави Тенеси.

## Демографија
По попису из 2010. године број становника је 671, што је 4 (0,6%) становника више него 2000. године.
| Група             | 2000.       | 2010.       |
| Белци             | 636 (95,4%) | 642 (95,7%) |
| Афроамериканци    | 18 (2,7%)   | 13 (1,9%)   |
| Азијати           | 3 (0,4%)    | 1 (0,1%)    |
| Хиспаноамериканци | 5 (0,7%)    | 1 (0,1%)    |
| Укупно            | 667         | 671         |